# Q&A (小說)
《Q&A》是印度外交官維卡斯·史瓦盧普所寫的第一本小說，於2005年出版。小說場景設在印度，描述貧窮的年輕服務生羅摩·穆罕穆德·湯瑪士（Ram Mohammad Thomas）成為益智節目「百萬富翁」史上最大獎的得主的同時，在沒有證據及證人的情況下被指控作弊而被逮捕，後來他向解救他的女律師陳述事實，才知道12道題目的背後是他的人生歷程。本書被改編成為2008年的知名電影《貧民百萬富翁》。

## 劇情內容
小說以第一人稱視角，描述一位居住於貧民窟、未受過教育的18歲侍者，羅摩·穆罕穆德·湯瑪士的人生。在這之前，羅摩參加了一個熱門的電視益智節目「誰會成為百萬富翁？」（Who Will Win a Billion?，W3B），正確無誤的答完12道題目並且可獲得高達十億盧比的獎金。電視製作公司因為無法支付巨額獎金而指控羅摩作弊，因為一位從未受過教育的貧民窟青年絕不可能會答這些題目。正當警方準備逼迫羅摩簽下自白書時，一位神秘的女律師斯蜜塔·沙（Smita Shah）出現並解救了他，他需要羅摩陳述真相以替他辯護，於是羅摩娓娓道出自己的經歷……
12道題目的背後是羅摩令人難以想像的人生，他出生於德里，出生後隨即遭到生母拋棄，被一位英國神父提摩西撫養長大。7歲時，提摩西神父遭到另外一名神父殺害，羅摩被送往少年之家，一年後結識小他兩歲的孤兒薩里姆。後來兩人被匪幫帶往孟買附近一所音樂學校加以訓練，羅摩發現身邊的小孩大多有身體殘缺，而薩里姆會被弄瞎成為盲眼歌手，於是帶領薩里姆逃脫。
在羅摩逃脫後，他在一位曾經紅極一時的中年女演員妮莉瑪·庫馬里的家裡幫傭，薩里姆則被安置在一所公寓。妮莉瑪因為長期遭男友虐待，身心受創，最後選擇自殺結束生命，結束與羅摩的主顧關係。
在羅摩與薩里姆同住一棟小公寓的期間，隔壁搬來一戶人家，是祥特朗夫婦與女兒古蒂雅。祥特朗因為事業打擊後酗酒家暴，羅摩時常透過牆壁偷聽到隔壁的情況。一天祥特朗醉酒回來，被羅摩推倒摔下樓梯間，生死未卜，羅摩心怯，丟下薩里姆一人逃離孟買。
羅摩後來逃回德里，並且在一戶沉迷於諜報活動的澳洲外交官住所擔任僕人。澳洲外交官遭舉發後，羅摩搭上火車離開德里，途中遇上火車搶劫案，羅摩與匪徒扭打而意外開槍殺了匪徒，羅摩亂竄最後搭上了前往亞格拉的列車。
羅摩在16歲時來到了亞格拉，在這裡是他人生中最重要的時光。羅摩成為了泰姬瑪哈陵的導遊，結識了祥卡爾成為好友，與同齡的雛妓妮塔墜入愛河。不幸的是，祥卡爾意外死於狂犬病，妮塔被一名孟買來的顧客虐待，必須休養四個月。羅摩為了要向皮條客贖回妮塔，決定到孟買參加W3B碰運氣。
在節目過程中，羅摩一路過關斬將答到第12題，主持人普姆·庫瑪為難他，特地出了第13道題目。後來庫瑪監視羅摩上廁所，羅摩掏出槍宣稱是要「報仇」，因為妮莉瑪的男友正是庫瑪，妮塔也是被庫瑪所傷。但是羅摩始終扣不下扳機，庫瑪感謝羅摩得不殺之恩，暗示羅摩最後一題的答案。羅摩順利答對題目，成為節目史上第一人。
之後，羅摩就被警方逮捕，成為書中開頭的地方。女律師斯蜜塔在聽了羅摩的故事後，也揭露自己的身分，她正是羅摩少時解救的女孩古蒂雅。古蒂雅替羅摩打贏了官司，電視公司在被迫支付十億盧比獎金後破產，電視主持人庫瑪也被殺害。羅摩與妮塔共結連理，薩里姆則實現做演員的夢想。
羅摩在小時候曾經被一位算命師算過命，算命師特別給羅摩一枚幸運硬幣。這枚硬幣似乎賦予了羅摩好運氣，往往決定羅摩在重大事件上的行動，但是事實上硬幣的兩面都是人頭像。羅摩最後將它丟下大海，因為對他而言：「好運發自內心」。

## 中文版本
- 《Q&A》維卡斯‧史瓦盧普 著，盧相如 譯，台灣皇冠出版社2007年12月初版，ISBN 978-957-33-2372-3
- 《贫民窟的百万富翁》维卡斯‧斯瓦鲁普 著，（寄北）楼焉 譯，作家出版社2009年3月初版，ISBN 978-7-5063-4638-2